# Stora och Lilla Tuna

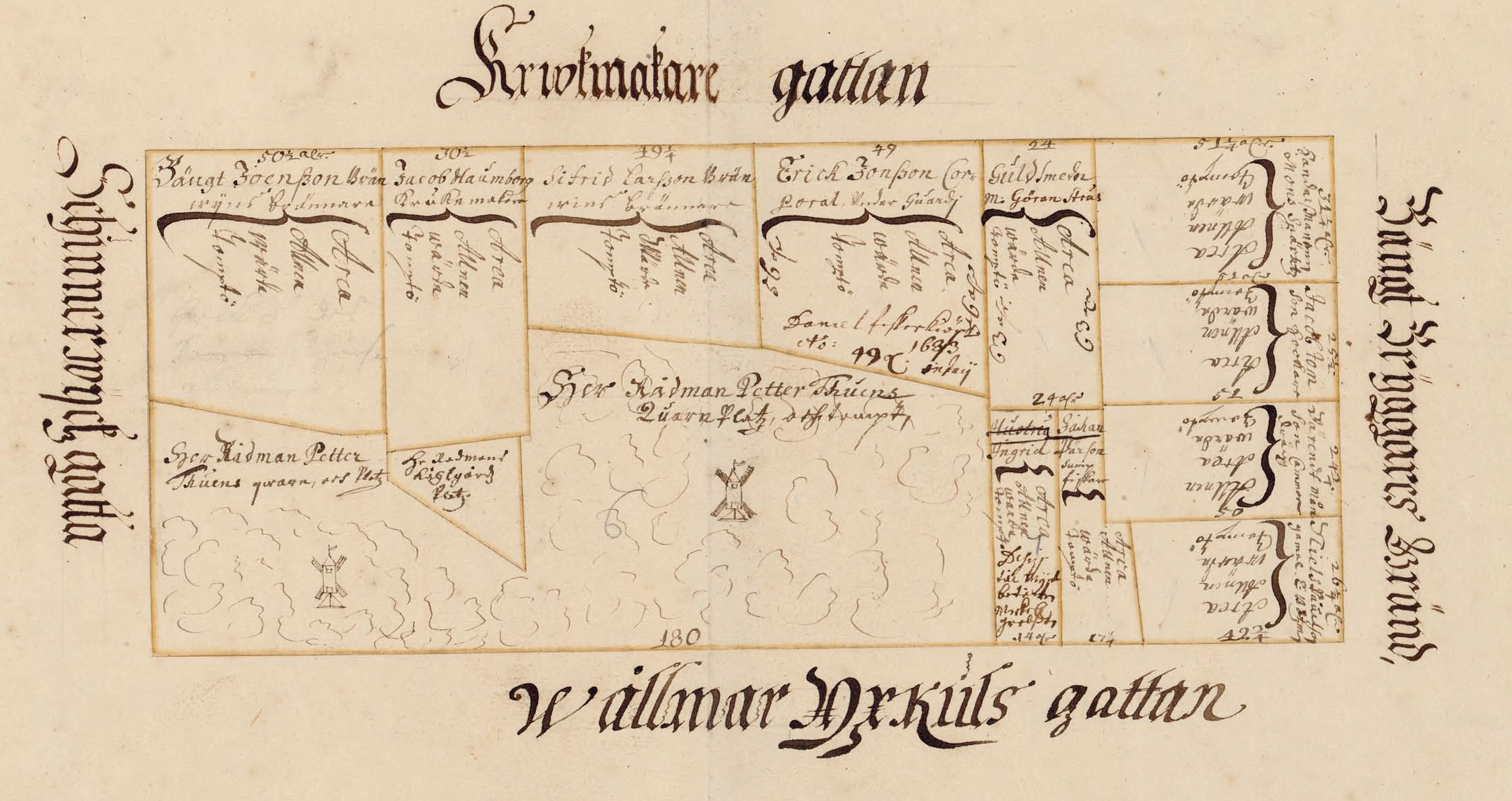
Petter Thuens kvarnar i Holms tomtbok, 1679

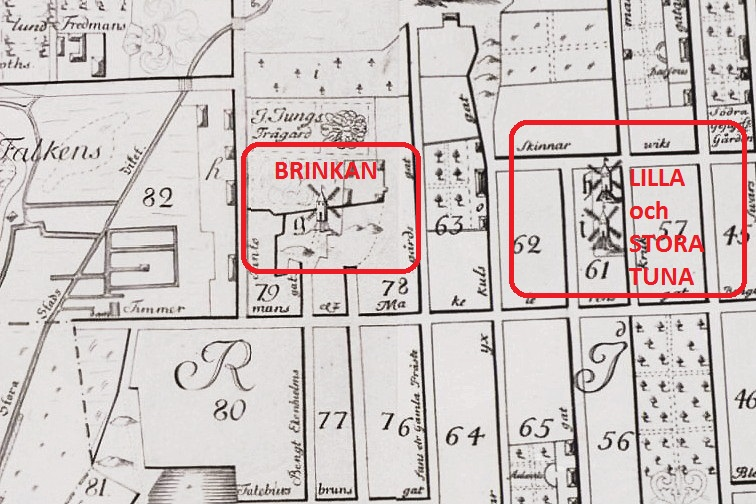
Brinckan samt Stora och Lilla Tuna på Tillaeus' karta från 1733. Norr är till höger.

Stora och Lilla Tuna var två väderkvarnar på västra Södermalm i Stockholm. De låg i kvarteret Hagen mellan Sankt Paulsgatan och Krukmakargatan. Stora och Lilla Tuna är dokumenterade sedan 1670-talet men är ej längre kända under 1800-talet.

## Historik
Trakten söder och sydväst om Maria Magdalena kyrka var rik på väderkvarnar. På Petrus Tillaeus’ karta från 1733 syns inte mindre än sex väderkvarnar. Vid dagens Kvarngatan fanns Kvarnberget  (Quarneberget 1645) med tre kvarnar i rad: ”Stora och Lilla Somens kvarn” samt ”Christian Hanssons kvarn”. Lite längre västerut, vid Krukmakargatan  fanns ”Stora och Lilla Tuna” och strax söder därom i kvarteret Bergsgruvan större vid Högbergsgatan låg kvarnen Brinckan.
Stora och Lilla Tuna var båda stolpkvarnar som tillhörde Petter Thuen (1625-1681). Han var förmögen grosshandlare och rådman i Stockholm. Han lät även bygga det Thuenska huset vid Skeppsbron 36 i Gamla stan, där han anlitade ingen mindre än Nicodemus Tessin d.ä. som arkitekt. Därutöver ägde han en malmgård med stor tomt vid Sankt Paulsgatan och sjöbodar på Beckholmen. Kvarnarna stod på en mindre, numera utplånad backe som framgår på en karta från 1645, de redovisas även i Holms tomtbok (Södra förstaden västra) från 1679 och på Petrus Tillaeus’ karta från 1733 (litt h och i). Under 1800-talet är de ej längre kända.